# BA-3
BA-3 (ros. БА-3) – radziecki samochód pancerny skonstruowany w połowie lat 30. XX wieku.
W 1933 roku na uzbrojenie Armii Czerwonej trafił średni samochód pancerny BA-I. Pomimo standaryzowania tego pojazdu w Zakładach Iżorskich kontynuowano prace nad samochodami pancernymi. Szczególny nacisk położono na opancerzenie i uzbrojenie nowego pojazdu. Podobnie jak BA-I wykorzystywał on podwozie ciężarówki Ford-Timken. Było to podwozie trójosiowe, z napędem dwóch tylnych osi. Na podwoziu osadzono pancerny kadłub z płyt pancernych o grubości do 9 mm. Wzrost grubości pancerza zmusił projektantów to zmiany technologii łączenia płyt pancernych. Tylko cieńsze z nich były ze sobą łączone spawaniem, grubsze musiały być nitowane. W przedniej części kadłuba znajdował się silnik, za nim stanowiska kierowcy i strzelca kadłubowego czkm DT. Za ich stanowiskami kadłub obniżał się, a na jego płycie stropowej umieszczona wieża pancerna. Była ona większa niż w BA-I i pochodziła z czołgu lekkiego T-26 (w wersji z 1933 roku). Wewnątrz wieży stanowiska mieli dowódca i ładowniczy. Obsługiwali oni armatę 20K ob. 1932 kalibru 45 mm i sprzężony z nią czkm DT. Po bokach kadłuba zamocowane były dwa koła zapasowe. Mogły się one obracać i pomagały pokonywać przeszkody terenowe. Aby ułatwić obsługę silnika po bokach przedziału silnikowego dodano otwory zamykane uchylnymi klapami.
Nowy pojazd był w momencie powstania jednym z najsilniej uzbrojonych samochodów pancernych świata, ale duża masa sprawiała, że miał słabe osiągi trakcyjne, a przeciążone podwozie i silnik sprawiały duże kłopoty w eksploatacji. Pomimo tego próby przeprowadzone w czerwcu 1934 roku uznano za przeprowadzone pomyślnie i pojazd skierowano do produkcji seryjnej. Seryjne wozy miały powstawać w Fabryce Iżorskiej i Fabryce Maszyn w Wyksie.
Pierwsze pojazdy ukończono na przełomie 1934 i 1935 roku. Do końca 1935 roku ukończono od 168 do 180 pojazdów (źródła podają różne liczby). Pierwsze pojazdy wykorzystywały podwozia samochodów Ford-Timken, ostatnie jego wersji licencyjnej oznaczonej jako GAZ-AAA. W 1936 roku powstała wersja samochodu pancernego-drezyny oznaczona jako BA-3ŻD, ale pomimo przyjęcia na uzbrojenia produkcji tej wersji nie podjęto. Podobny los spotkał prototyp uzbrojony w karabin maszynowy SzKAS i czkm DT.
Wyprodukowane pojazdy trafiły do oddziałów rozpoznawczych RKKA. 42 wozy wyeksportowano do Turcji. 1 stycznia 1938 roku RKKA posiadała 180 BA-3 (możliwe że byłą to łączna liczba BA-I i BA-3) uznanych wówczas za pojazdy przestarzałe i nieprzydatne do dalszej służby. Pomimo decyzji o ich wycofaniu nadal pozostawały na uzbrojeniu niektórych pododdziałów i były wykorzystywane w czasie walk nad jeziorem Chasan (1938) i rzeką Chałchin-Goł (1939), agresji na Polskę, aneksji Besarabii (1940), oraz wojny zimowej (1939-1940). W czasie tego ostatniego konfliktu kilka pojazdów tego typu trafiło w ręce armii fińskiej. Trzy z nich po remoncie zostały przyjęte do uzbrojenia jako BAF-A (spotykane jest też oznaczenie BA-32-1).
1 grudnia 1940 roku RKKA posiadała jeszcze 77 pojazdów BA-3. Niektóre z nich zostały użyte podczas obrony przed agresją niemiecką latem 1941 roku. Kilka z nich wpadło w ręce niemieckie i trafiło na uzbrojenie Wermachtu, oraz niemieckiej policji i oddziałów bezpieczeństwa.